# フェリックス・ジェルジンスキー
フェリックス・エドムーンドヴィチ・ジェルジンスキー（ロシア語: Фе́ликс Эдму́ндович Дзержи́нский, ラテン文字転写: Feliks Edmundovich Dzerzhinskii, 1877年9月11日 - 1926年7月20日）は、ポーランドの貴族、革命家。後に祖国ポーランドを離れ、ソビエト連邦の政治家に転じた。
革命直後の混乱期において誕生間もない秘密警察を指揮し、その冷厳な行動から「鉄の伯爵」「鉄のフェリックス」「労働者の騎士」「革命の剣」「プロレタリアの武装せる腕（かいな）」など数多くの異名で呼ばれた。

## 経歴

### 生い立ち
1877年9月11日、ロシア帝国領ベラルーシの大都市ミンスクにて、ポーランド系ロシア人貴族のジェルズィニスキ家に生まれた。ジェルズィニスキ家はシュラフタ（ポーランド・リトアニア共和国の騎士階級）に属する家柄で、同国を併合したロシア帝国政府からも家格を表す士師サムソンの紋章（Samson herb szlachecki）の使用を許されていた。父エドムンド＝ルフィン・ジェルズィニスキ（Edmund-Rufin Dzierżyński）はチェーホフ・ギムナジウムの物理教師を務めており、母ヘレナは父がサンクトペテルブルク大学で学んだ際の教官の娘であった。1882年、ジェルジンスキーが5歳の時に父エドムンドは結核で病没している。
幼少期はイエズス会の修道士になる事を望む、敬虔で無欲な少年であった。貴族の子息としてヴィリナ（現ヴィリニュス）に設置されたポーランド最高のギムナジヤに入学。物静かな性格の一方で同じポーランド人やユダヤ人の労働者の窮状に憤りを覚えるなど正義感が強く、マルクス主義を知ると熱心に傾倒していった。
ジェルジンスキーは旧友にポーランド語で話したために、放校になった。帝政下で現地語を話すことは煽動活動とみなされていたためで、ジェルジンスキーはロマノフ朝とブルジョワに対して深く憎悪を抱いた。

### 十月革命までの軌跡

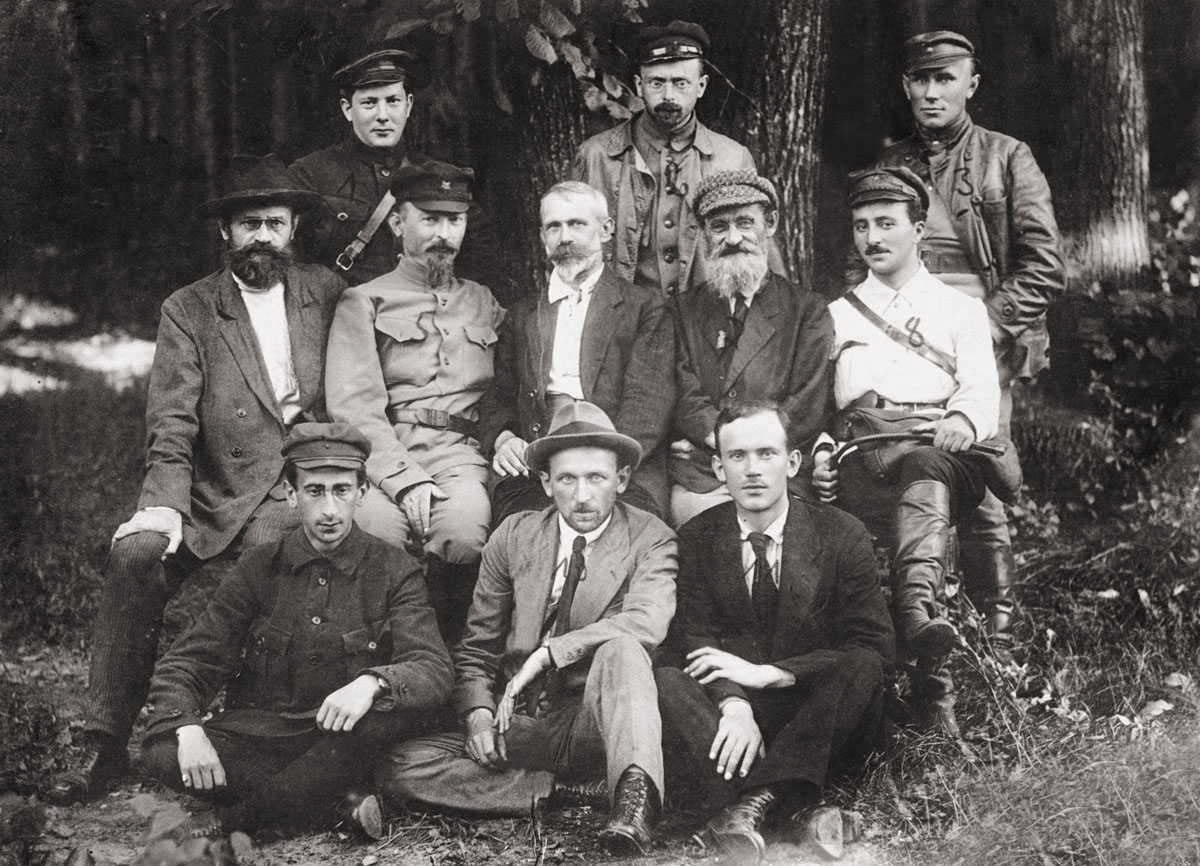
ポーランド人の革命家達（この内の四人はジェルジンスキー、フェリックス・コーン、ヨシフ・ウンシュリフト、ユリアン・マルフレフスキ）

1895年に生涯を革命に捧げる道を選ぶ決意を固め、革命運動に参加するために爵位を継承せずに実家を離れてロシア労働者同盟に参加した。1897年に20歳のジェルジンスキーは労働運動を指導したとして逮捕され、シベリア流刑の処分を受けた。2度シベリアに送られたが逃走した。警察は容疑者についての資料の中で「この青年は信念のために必要と判断すれば、どんな行為でも行いかねない」と報告した。1898年に流刑先のシベリアから脱出するとリトアニア社会民主党の創設に参加して、党幹部に名を連ねた。翌年12月に故郷ポーランドの社会民主党と同党の合流を指導し、ポーランド王国・リトアニア社会民主党 (SDKPiL) を結党した。
続く1900年にはドイツを訪問、ローザ・ルクセンブルクと面会して親睦を結ぶなど各国の共産主義運動の連帯に奔走した。スイス人で婚約を予定していた女性が結核を煩ったために一旦政治活動から離れた。1904年6月4日に看病の甲斐なく婚約者は亡くなり、ジェルジンスキーは実家の姉に「貴族の道を捨てて選んだ道は無意味だった」と手紙を書き送るなど、かなり精神的なショックを受けていたと言われる。
1905年7月に革命運動に復帰するとワルシャワ近郊で党大会を招集、直後に秘密警察に逮捕されシベリアへ再度流刑される。だがロシア第一革命勃発にともなう十月宣言により自由の身となり、革命運動に合流した。程なく革命勢力は再び追われる身になり、ジェルジンスキーも各地を逃亡しながらの生活を送った。ロシア社会民主労働党の党員ソフィア・ジェルジンスカヤ(ゾフィア・ムシュカト)と結婚し長男を授かっている。何度も逮捕の危険に晒されつつも辛うじて掻い潜りながら党への指導を続けた。
今やジェルジンスキーはポーランド系勢力最大の指導者となっていたが、それだけに秘密警察の追跡も執拗に続けられた。そして遂に1911年頃に拘束され、皇帝の名を冠したポーランド地方の政治刑務所に収監された。それから数年にわたって厳しい強制労働と、顎に深い傷跡を残す程の拷問を受けた。第一次世界大戦でドイツ軍が東欧に攻め入ってくると囚人達はロシア国内へ移送された。ジェルジンスキーにとって最大の受難の時であったが、大戦中の1917年に二月革命が勃発して皇帝権が倒されると漸く解放された。傷を癒した後、ジェルジンスキーは直ちにロシア革命に対して何らかの行動を取ることを決めばならなかった。

### ソビエト連邦への参加
彼の支持者達はジェルジンスキーがポーランドに帰還して同地に独立と共和政権を齎してくれることを期待していたが、彼はロシアに留まることを選択した。
ロシア革命でウラジーミル・レーニン率いるボリシェヴィキの勝利を目の当たりにしたジェルジンスキーにとって、ロシアを中核にした一大革命政府の樹立は魅力的な選択肢だった。彼は党をローザ・ルクセンブルクらに委ねると、自らはロシア社会民主労働党に入党、レーニンから実績を買われて定員12人のボルシェヴィキ派中央委員の1人に選出された。ジェルジンスキーは異国人ながらボルシェヴィキ達から深い尊敬を受け、同じ中央委員のニコライ・ブハーリンは様々な政治家について記述したメモに「革命の剣」（the Sword of Revolution）と彼を賞賛する言葉を書き残している。

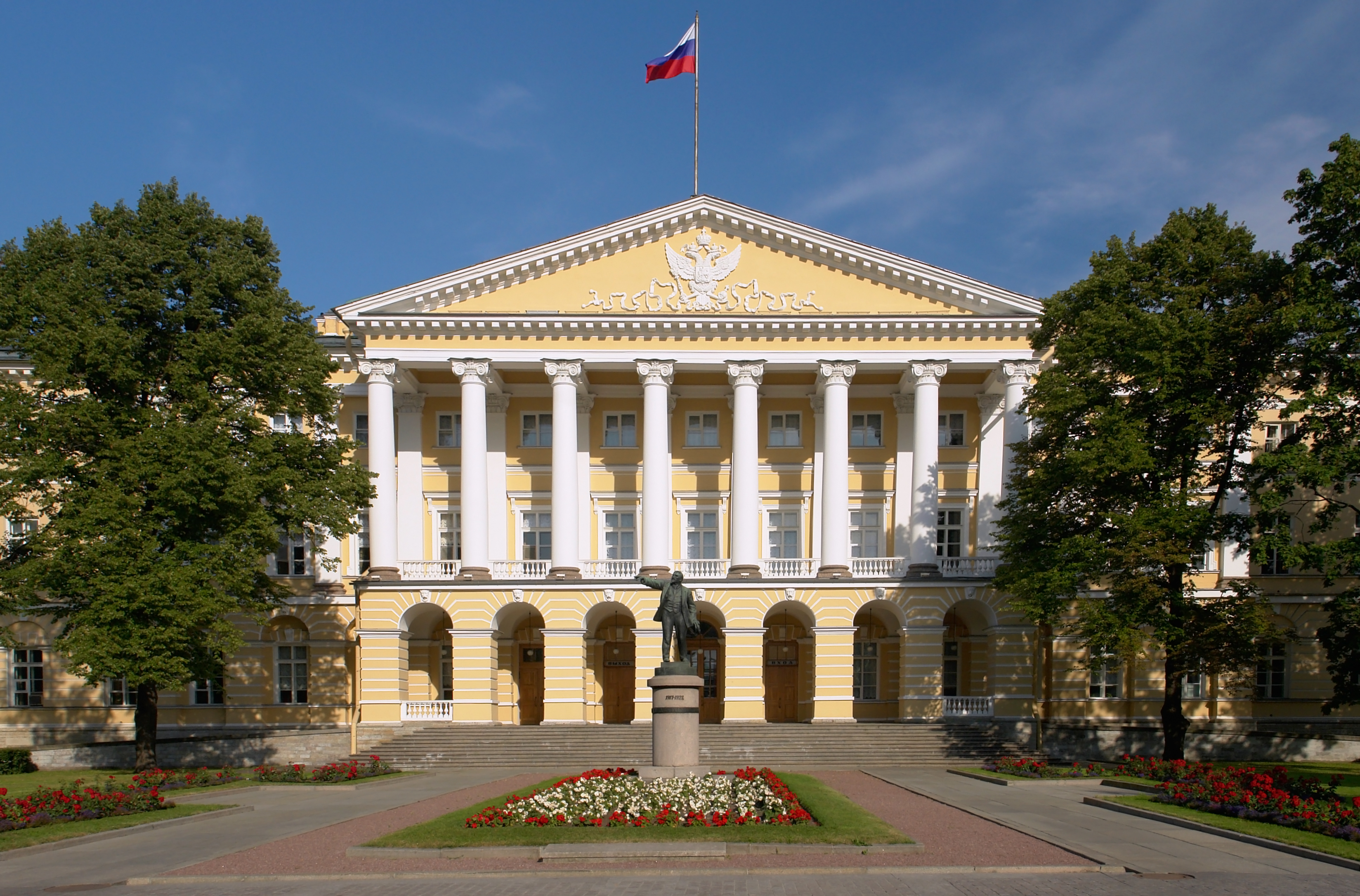
スモーリヌイ修道院

中央委員として党運営に関わることになったジェルジンスキーはモスクワからペトログラードに移り、1917年10月10日の党中央委員会に出席した。彼は軍事革命委員会を組織して武装蜂起を行い、臨時政府を武力で打倒する（暴力革命）というレーニンの案に賛成票を投じた委員の一人であった。レーニンはジェルジンスキーを軍事革命委員に指名して、支配地域の治安維持を一任した。十月革命においてジェルジンスキーは保安部隊を率いて革命軍の参謀本部が置かれたスモーリヌイ修道院を警護する役目を負った。

### 秘密警察の父

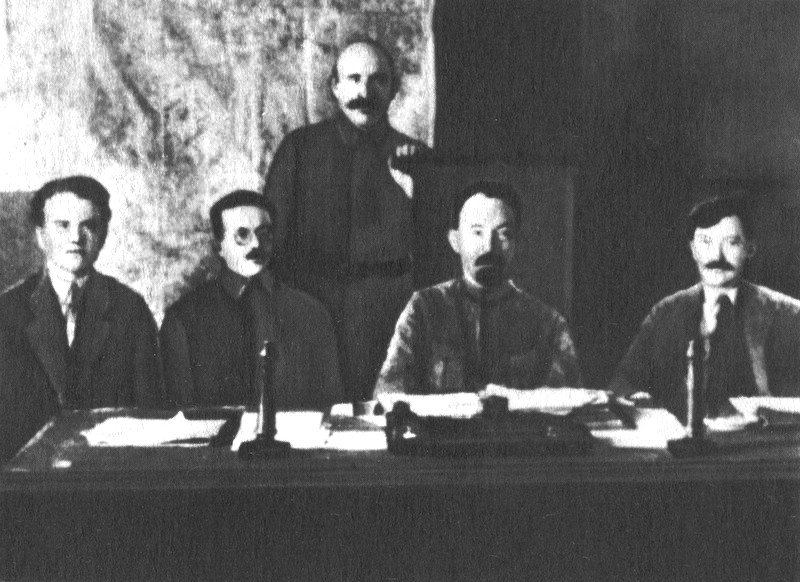
チェーカーの創設者達。
_{左からヤーコフ・ペテルス、ヨシフ・ウンシュリフト、アブラム・ベレンキー、フェリックス・ジェルジンスキー、ヴャチェスラフ・メンジンスキー}

十月革命後、国内で反対派のゼネストやデモが活発化し、更に列強諸国がこの動きを支援する形で軍事干渉を開始（ロシア内戦）した。この危機的状況下を耐え抜くために、レーニンは反政府運動を監視・摘発する治安部隊の必要性を感じていたが、こうした組織には政府への強い忠誠心が必要であった。レーニンは革命に全てを投げ打ってきたジェルジンスキーを「革命の使徒」として信頼しており、軍事委員であった彼に反革命勢力への断固たる「対処」を命令した。1917年12月20日、ジェルジンスキーは「反革命・サボタージュ取締全ロシア非常委員会（チェーカー）」を創設、ヤーコフ・ペテルス、ヨシフ・ウンシュリフト、アブラム・ベレンキー、ヴャチェスラフ・メンジンスキーらと共に反体制派の摘発を開始した。
干渉戦争の激化につれてチェーカーの権限は強化され、最終的には令状無しでの捜査と略式裁判での処刑が認められた。ジェルジンスキー率いるチェーカーの部隊は次々と反政府グループを捕らえ、弁明の場を用意せずに射殺していった。街ではチェーカーによって反革命と見なされた人々が街灯に吊るされ、各地の収容所で数万人の政治犯が労働に従事させられていた。さらにチェーカーは聖職者と資本家・自由主義者に関しては仮に政府に従っていても見つけ次第、街頭で射殺した。ジェルジンスキーはチェーカー構成員に「我々は組織化された恐怖でなければならない」と訓示した上で、「赤色テロは反革命主義者の“根絶”を目的に行われる」と徹底的な粛清を厳命した。彼は自らの演説の中で「プロレタリア独裁の武装せる腕」と評した同機関を指導して国内の反対派摘発に大功を挙げ、革命直後に訪れた最大の危機を乗り越える上で重要な役割を果たした。
内戦終結後、チェーカーは「内務人民委員部附属国家政治局（GPU）」として治安維持のための常設機関となった。ジェルジンスキーはGPUの初代長官に就任し、構成員に町の至る所で目を光らせて監視と粛清を続け、民衆から畏怖される存在であり続けた。

### レーニンとの関係
内戦時の活躍からレーニンの側近と目される様になった彼は、諜報・警察活動のかたわら政府の要職も兼任した。1921年に交通人民委員（諸外国の交通大臣に相当）、1924年には計画経済を管轄する人民経済最高会議の議長などを歴任している。レーニンが死去した時には他の幹部達と遺体が収められた棺を運んでいる。
後年のソ連のプロパガンダでは、レーニンがジェルジンスキー、ひいてはポーランド・リトアニア社会民主党に多大な影響を与えた、と唱えられたが、レーニンとジェルジンスキーは実際、政治上、一致した立場にあった訳では必ずしもなかった。しばしばレーニンの政治政策（第一次世界大戦での講和、国籍政策など）を批判し、レーニンの晩年には民族自決を巡って激しい論戦を交わし、レーニンは彼を「大ロシア主義の侵略者」と批判する記述を残している。思想上の対立からレーニンは政治的盟友としてではなく、高い統率力や困難な仕事を厭わない信念の強さといった実務能力を評価して彼を重用していたのであり、従って強大な権限を持ちながらレーニンの後継者争いに加わることはなかった。
また、ソ連邦参加して以降のジェルジンスキーは、ロシア共産党員であることを第一に考えて、ポーランド・リトアニア社会民主党との関わりを減らしていたため、仮にレーニンから多大な影響を受けていたところで、ポーランド・リトアニア社会民主党に影響を与えたという説は信憑性に欠ける。

### 急死

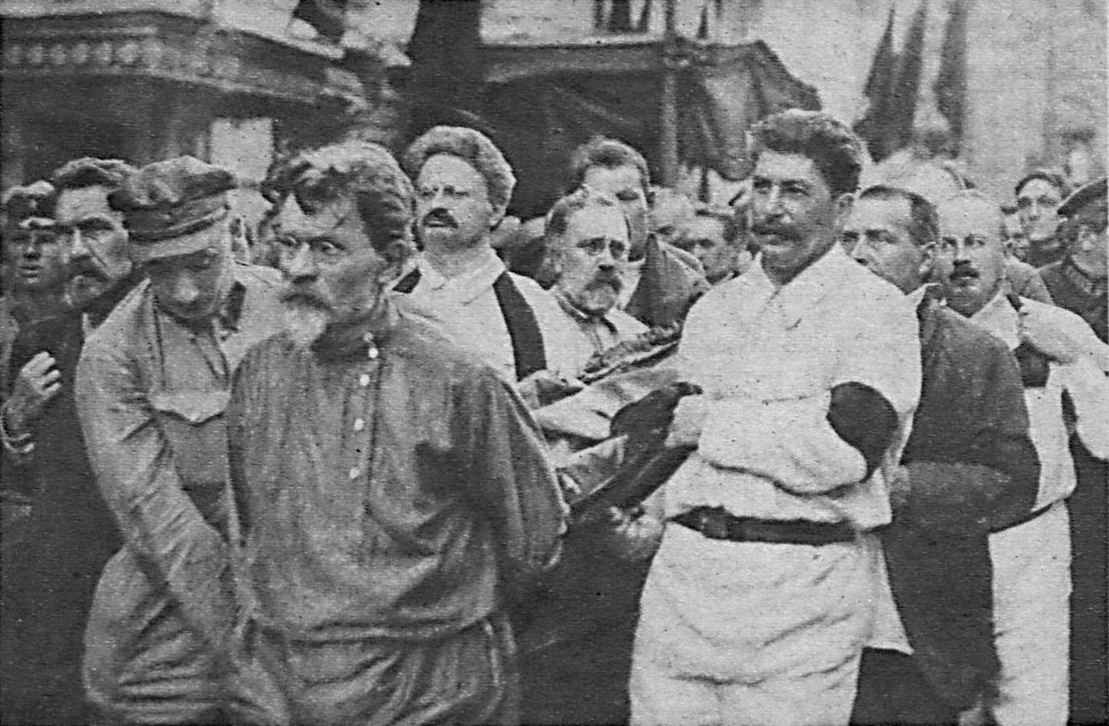
ジェルジンスキーの棺を担ぐソ連首脳陣。スターリン・トロツキー・カーメネフ・カリーニンの姿がある。

レーニンの死後から2年が経過した1926年7月20日、ジェルジンスキーは中央委員会において2時間に亘るトロツキー、カーメネフ批判の演説を終えた直後、心臓発作により急死した。

## 死後の神格化
その死は当時からスターリンを初めとする政府要人による暗殺説が噂されていたが、ソ連政府は公式に彼の死を心臓発作による病死と発表した。事件の真相はどうあれ、ジェルジンスキーの死を知ったスターリンは「信心深き労働者の騎士」と生前の業績を賞賛するなど、早い段階から彼の神格化を進め始めた。
ジェルジンスキーの故郷に近いコイダノヴォ市（現在はベラルーシ領）はジェルジンスクと改名され、ベラルーシのポーランド系自治区の首都に定められた。自治区は1935年の解散まで同地のポーランド人を保護する組織であり続けた。ベラルーシ領となった現在でも同市にはジェルジンスキーの記念館などが残されている。またロシアやウクライナでもジェルジンスキーの名を讃える都市や工場、建設物が作られた。特にその中でもスターリングラードに建設されたジェルジンスキー・トラクター工場は第二次世界大戦のスターリングラード攻防戦で両軍が奪い合う激戦区の一つとなった。
「ポーランド人の革命家」としてポーランド本国でも賞賛され、冷戦期に成立した共産政権ポーランド人民共和国は様々な地名・施設にジェルジンスキーの名を冠した。しかし共産政権の終焉と共に、これらの多くは新たな名前に変えられている。

## 政治的主張
その狂信的かつ献身的な職務遂行から「革命の使徒」として、レーニンから深い信頼を得ていたジェルジンスキーであったが、レーニンの唱えた民族自決についての考えは頑として拒否していた。彼の「社会主義は小国の分離主義の傾向を助長すべきでない」という信念は、ほかのポーランド出身の革命家にも共通している一種のコスモポリタニズムであり、かつてのポーランド・リトアニア共和国（特にジェルジンスキーは同国を支えたシュラフタ階級に属していた）の多民族国家理念と符合するフェデラリズムであった。その民族的平等主義が共産主義のソ連では、かつてエラスムスが賞賛したポーランド・リトアニア共和国の民主主義「黄金の自由」とは正反対の革命専制政体と共に現れたと言える。
また前述の通り、幼少期にイエズス会の思想に傾倒した事も「徹底した信念への奉仕」という彼の価値観に繋がったと見る意見もある。
この良く言えば民族自決、悪く言えば民族分離主義と呼ばれる価値を、歴史上かつて一度も民主主義を経験したことのないロシア・ソ連という土壌で否定したことが、後にスターリンの中央集権主義政策に後押しを与え、グルジア人などの非ロシア民族の抑圧正当化につながったと批判する声も根強い。実際、1922年12月末にレーニンによって書かれた「少数民族に関する覚え書き」の中で、ジェルジンスキーはスターリンと共に「大ロシア主義の侵略者」として批判されている。ジェルジンスキーが自分の民族政策の誤謬を告白したのは1925年になってからであった。

## 性格
ジェルジンスキーは「無慈悲、冷酷、内気で非常に禁欲的」な性格で、「鉄の伯爵」と呼ばれた。性格は、非常に厳格な行儀作法を身に付け、ユーモアのかけらもなく、気味が悪いほど狂信的で、嘘のつき方を知らない人間だった。同志の一人は、「彼は他者の道徳的弱さを理解することも、赦すこともできなかった」と語る。
革命護持のためであれば諜報や謀略などの汚れ仕事も躊躇なく遂行し、反革命と判断された人物には何ら情を与えることなく処刑（部下に任せず自らが手を下すことも多かったという）する様は民衆や政治的ライバルに恐怖を与えた。「例え無実の人間の頭に剣を振り下ろすことになろうとも」という言葉はチェーカーと彼の精神を体現していると言えるだろう。しかし職務上での冷血さとは裏腹に内戦と粛清で親を失った孤児たちを育てたり、教育の仕事に携わることを生涯の夢とするなど極めて人間的な人物であったという。ポーランド戦争でカール・ラデックらと前線を視察した時、一族の故郷であるポーランドが解放されれば「（チェーカー長官ではなく）教育大臣として復興に携わりたい」と語り、周囲を驚かせたという逸話が残っている。反チェーカーに回った友人と口論になった際、「君達を捕らえるのが私達の仕事で、脱獄するのが君達の仕事さ」と冗談を口にしたこともあった。
私生活でも清廉かつ私心がなく、独裁的な権限を得た人物にありがちな汚職や権力乱用とは無縁であった。また職務遂行に迷いは無かったものの、政治犯の処刑を指揮した後は苦痛に満ちた表情で司令部に戻って来たという。殺人の罪悪感を和らげるために麻薬を常用しているという噂が流れたこともあった。
歴史学者のアイザック・ドイッチャーは、「ジェルジンスキーは思想に奉仕しないではいられない人間であり、その思想にとって必要だと確信した限りはどんな行為でもやってのける人物でもあった。その清廉な性格に逞しい判別力・知力が伴わなかったことは、彼の場合不運だった」と評している。
ギムナジウムで同じくポーランド系ロシア人であった上級生のユゼフ・ピウスツキと知り合っている。彼とピウスツキが後に反動政治家と革命家として思想上で対立することになるのは歴史の皮肉と言える。しかしピウスツキはポーランド首相時代、敵対していたジェルジンスキーについて「謙虚で繊細な少年だった」と好意的に回想している。ピウスツキは「細身で背の高い彼は印象的だった。…控えめで誠実な性格であり、嘘をつくことが出来ない人物だった」と述べている。

## 評価
秘密警察の創設者として政府関係者やGPUの後進であるKGBの職員達から深い尊敬の念を持って敬愛された（第二次世界大戦前後の軍事パレードでは、NKVDがジェルジンスキーの肖像画を掲げて行進している）。
一方、市民からは独裁政権下における統制の象徴と目された。冷戦が終結した1989年11月、ワルシャワではジェルジンスキーの銅像が市民により引き倒されたほか、1991年8月にソ連の守旧派によるクーデターが失敗に終わるとKGB本部前に建てられていた銅像も取り壊された。また新たに成立した民主主義政権からも負の遺産としてあまり良好な評価は得ていなかった。
しかし、近年のプーチン政権下におけるソ連時代の再評価の流れの中でジェルジンスキーもまたその評価を改められる傾向にある。2002年には連邦保安局の本部となっている旧KGB本部前に破壊された銅像を再建する計画がモスクワ市長のユーリ・ルシコフによって提案され、物議を醸した。